# سمرا (1977)
سمرا مسلسل لبناني من إنتاج عام 1977.

## قصة المسلسل
سمرا هي فتاة بنت شيخ العشيرة تجد أحد فرسان عشيرة أخرى يعاني من جروح عميقة جراء معركة مع بعض قطاع الطرق، فتبرز فيها شهامة أهل البادية وتقوم بنقله إلى عشيرتها، وتجلب له طبيبًا يعالجه حتى شفي من جراحه. تتولد بينهما قصة حب، فيطلبها من يد والدها الذي لم يمانع. إلا أن تصل أخبار ذلك إلى ابن عمها دميثان، الذي يسكن قبيلة أخرى، والأحوال بينهما ليست على ما يرام، فينتهزها فرصة ويقوم بتحريض سويط، أحد أعوانه لعرقلة الزواج، ويعلن حجز سمرا كعروس له، وتتوالى الأحداث.

## الممثلون
- سميرة توفيق
- محمود سعيد
- محمد الكبي
- علي دياب
- لمياء فغالي
- أحمد بديعة
- صبحي عيط